# Schiffdorf
Schiffdorf község Németországban, Alsó-Szászországban, a Cuxhaveni járásban. Lakosainak száma 15 007 fő (2023. december 31.).

## Testvértelepülések
- Königs Wusterhausen